# Lake Worth Beach
Lake Worth Beach, dříve nazývané Lake Worth, je město ve východní části okresu Palm Beach County na Floridě ve Spojených státech amerických, které se nachází asi 103 km (64 mil) severně od Miami. Název města je odvozen od vodní plochy podél jeho východní hranice známé jako Lake Worth Lagoon, která byla pojmenována po generálu Williamu J. Worthovi, který vedl vojska armády Spojených států během poslední části druhé seminolské války. Lake Worth Beach se nachází jižně od West Palm Beach, jihovýchodně od Lake Clarke Shores, východně od Palm Springs a severně od Lantany, přičemž malá část města rozděluje také město Palm Beach. Při sčítání lidu v roce 2010 bylo zaznamenáno 34 910 obyvatel, při sčítání lidu v roce 2020 se jejich počet zvýšil na 42 219. Lake Worth Beach leží v metropolitní oblasti Miami, kde v roce 2020 žilo odhadem 6 138 333 obyvatel.
Zatímco archeologické nálezy naznačují, že Jaegové obývali blízké oblasti již před tisíci lety, prvními známými osadníky v dnešní Lake Worth Beach se stali Samuel a Fannie Jamesovi, afroamerický pár, který v roce 1885 podal žádost o usedlost o rozloze 76 ha (187 akrů). Fannie Jamesová provozovala v letech 1889 až 1903 poštovní úřad Jewell Post Office, který sloužil několika obyvatelům, žijícím mezi Lantanou a West Palm Beach. Program pozemkové výstavby společnosti Bryant & Greenwood z roku 1910 umožňoval kupujícím získat pozemek, pokud si koupili parcelu v dnešním Greenacres. V důsledku toho se počet obyvatel zvýšil z 38 v červenci 1912 na 308 o pouhých pět měsíců později. Město Lake Worth bylo založeno v červnu 1913. Poté se Lake Worth rychle rozrůstal během pozemkového boomu ve 20. letech 20. století a v desetiletích po druhé světové válce. V roce 2019 si obyvatelé odhlasovali změnu oficiálního názvu na Lake Worth Beach. 